# Julian Richings
Julian Richings (Oxford, 30 agosto 1956) è un attore inglese naturalizzato canadese.

## Biografia
Dopo la formazione in dramma presso l'Università di Exeter e l'aver girato il nord America con una compagnia teatrale britannica, Richings si trasferì a Toronto, Canada nel 1984. Dopo cinque anni, era diventato un interprete fisso nella seconda stagione de La guerra dei mondi. Seguirono altri ruoli, in cui affinò il proprio stile di recitazione, come quello del punk rocker Bucky Haight nel film Hard Core Logo di Bruce McDonald, uscito nel 1996. Ha avuto una breve apparizione in Cube di Vincenzo Natali nel 1997. Nel 1999 ha interpretato un personaggio secondario nel film di fantascienza Thrill Seekers, accanto a Casper Van Dien e Catherine Bell.
Nel 2000 è apparso come Richings Bellanger in Le bianche tracce della vita (The Claim) e ha guadagnato una nomination ai Genie Award per il miglior attore non protagonista. Richings è stato anche un membro del cast di Nero Wolfe (A Nero Wolfe Mystery 2001-2002). Richings è familiare ai fan dei film horror per essere apparso come la guardia di sicurezza semi-cieca Otto nella miniserie di Stephen King Kingdom Hospital. 
Nel 1998 invece è impegnato nel film Urban Legend come bidello della scuola, nel 2004 per la maniacale rappresentazione, pesantemente truccato, di The Finger in Wrong Turn (Wrong Turn). Tra i ruoli drammatici si include nel 2004 Mr Turnbull nel film Being Julia - La diva Julia (Being Julia), dove è comparso per la seconda volta con Annette Bening (il suo ruolo è stato in gran parte tagliato dalla versione finale di Terra di confine - Open Range del 2003).
Nel 2006 la sua attività consiste nel piccolo ruolo di Mutant Theatre Organizer in X-Men - Conflitto finale (X-Men: The Last Stand) e l'interpretazione di un letale vampiro killer accanto a David Carradine nel film The Last Sect. Nel 2007 ha interpretato l'autista di Hertz (Paul Giamatti) nel film Shoot 'Em Up - Spara o muori! con Clive Owen, lo psicologo travestito Dr Heker in The Tracey Fragments, e un numero di piccoli ruoli in altri film, come Skinwalkers - La notte della luna rossa e Saw IV. Appare nell'ultimo episodio della serie tv Transporter: The Series, nella parte di un agente corrotto del DCRI. 
Nel 2009 entra a far parte del cast di Supernatural dove interpreta il ruolo del Cavaliere dell'Apocalisse Morte.

## Filmografia

### Attore

#### Cinema
- Amore di strega (Love at Stake), regia di John C. Moffitt (1987)
- Il pasto nudo (Naked Lunch), regia di David Cronenberg (1991)
- Il guerriero del falco (Squanto: A Warrior's Tale), regia di Xavier Koller (1994)
- Moonlight & Valentino (Moonlight and Valentino), regia di David Anspaugh (1995)
- Mimic, regia di Guillermo del Toro (1997)
- Amicizia pericolosa (The Boys Club), regia di John Fawcett (1997)
- Cube - Il cubo (Cube), regia di Vincenzo Natali (1997)
- Urban Legend, regia di Jamie Blanks (1998)
- Il violino rosso (Le Violon Rouge), regia di François Girard (1998)
- Detroit Rock City, regia di Adam Rifkin (1999)
- Le bianche tracce della vita (The Claim), regia di Michael Winterbottom (2000)
- Century Hotel, regia di David Weaver e Bridget Newson (2001)
- Cuori estranei (Between Strangers), regia di Edoardo Ponti (2002)
- Eloise al Plaza (Eloise at the Plaza), regia di Kevin Lima (2003)
- Terra di confine - Open Range (Open Range), regia di Kevin Costner (2003)
- Wrong Turn (Wrong Turn), regia di Rob Schmidt (2003)
- La mia vita senza me (Mi vida sin mí), regia di Isabel Coixet (2003)
- La diva Julia - Being Julia (Being Julia), regia di István Szabó (2004)
- Skinwalkers - La notte della luna rossa (Skinwalkers), regia di James Isaac (2006)
- X-Men - Conflitto finale (X-Men: The Last Stand), regia di Brett Ratner (2006)
- Shoot 'Em Up - Spara o muori!, regia di Michael Davis (2007)
- Saw IV, regia di Darren Lynn Bousman (2007)
- The Tracey Fragments, regia di Bruce McDonald (2007)
- Dead Silence, regia di James Wan (2007)
- Jack e Jill (Jack and Jill vs. the World), regia di Vanessa Parise (2008)
- Lezioni d'amore (Elegy), regia di Isabel Coixet (2008)
- Survival of the Dead - L'isola dei sopravvissuti (Survival of the Dead), regia di George A. Romero (2009)
- Percy Jackson e gli dei dell'Olimpo - Il ladro di fulmini (Percy Jackson & the Olympians: The Lightning Thief), regia di Chris Columbus (2010)
- L'uomo d'acciaio (Man of Steel), regia di Zack Snyder (2013)
- Lo straordinario viaggio di T.S. Spivet (The Young and Prodigious Spivet), regia di Jean-Pierre Jeunet (2013)
- The Colony, regia di Jeff Renfroe (2013)
- The Witch, regia di Robert Eggers (2015)
- Regression, regia di Alejandro Amenàbar (2015)
- The Space Between, regia di Amy Jo Johnson (2016)
- Polar, regia di Jonas Åkerlund (2019)
- Anything for Jackson, regia di Justin G. Dyck (2020)
- Stardust - David prima di Bowie (Stardust), regia di Gabriel Range (2020)
- Vicious Fun, regia di Cody Calahan (2020)
- Spare Parts, regia di Andrew Thomas Hunt (2020)
- Chaos Walking, regia di Doug Liman (2021)
- Beau ha paura (Beau Is Afraid), regia di Ari Aster (2023)

#### Televisione
- La guerra dei mondi (War of The Worlds) – serie TV, 15 episodi (1989-1990)
- Counterstrike – serie TV, episodio 1x04 (1990)
- Maniac Mansion – serie TV, episodio 1x18 (1991)
- Poliziotto a 4 zampe (Katts and Dog) – serie TV, episodio 4x11 (1991)
- Street Legal – serie TV, episodi 7x15-8x11 (1993)
- Ready Or Not – serie TV, 4 episodi (1993-1994)
- RoboCop – serie TV, episodio 1x10 (1994)
- Forever Knight – serie TV, episodio 2x20 (1995)
- Colomba solitaria – miniserie televisiva, episodio 5 (1995)
- Due South - Due poliziotti a Chicago (Due South) – serie TV, episodio 2x05 (1996)
- PSI Factor – serie TV, episodio 1x17 (1997)
- Once a Thief – serie TV, 11 episodi (1997-1998)
- Nikita – serie TV, episodi 1x03-3x16 (1997-1999)
- Le avventure di Shirley Holmes (The Adventures of Shirley Holmes) – serie TV, episodio 3x04 (1998)
- Highlander: The Raven – serie TV, episodi 1x01-1x06 (1998)
- Universal soldier - Progettati per uccidere (Universal Soldier II: Brothers in Arms), regia di Jeff Woolnough – film TV (1998)
- Sfida nel tempo (The Time Shifters), regia di Mario Azzopardi – film TV (1999)
- I Was a Sixth Grade Alien – serie TV, 4 episodi (1999)
- Amazon – serie TV, 10 episodi (1999-2000)
- Il principe ranocchio (Prince Charming), regia di Allan Arkush – film TV (2001)
- L'isola del fantasma (The Pretender: Island of the Haunted), regia di Frederick King Keller – film TV (2001)
- Nero Wolfe (A Nero Wolfe Mystery) – serie TV, 6 episodi (2002)
- Tracker – serie TV, episodio 1x02 (2002)
- Kingdom Hospital – serie TV, 13 episodi (2004)
- Missing (1-800-Missing) – serie TV, episodi 3x01-3x02 (2005)
- At The Hotel – serie TV, episodio 1x05 (2006)
- The Border – serie TV, episodio 3x09 (2009)
- Heartland – serie TV, episodi 3x04-3x15 (2009-2010)
- Lost Girl – serie TV, episodio 1x06 (2010)
- Mucchio d'ossa (Bag of Bones), regia di Mick Garris – miniserie TV (2011)
- Todd and the Book of Pure Evil – serie TV, 14 episodi (2010-2012)
- Supernatural – serie TV, 5 episodi (2010-2015)
- Transporter: The Series – serie TV, 5 episodi (2012)
- I misteri di Murdoch (Murdoch Mysteries) – serie TV, episodio 5x03 (2012)
- Rookie Blue – serie TV, episodio 4x05 (2013)
- Orphan Black – serie TV, 7 episodi (2014-2016)
- The Listener – serie TV, episodio 5x04 (2014)
- Patriot – serie TV, 15 episodi (2015-2018)
- Hannibal – serie TV, episodio 3x03 (2015)
- Killjoys – serie TV, episodio 2x08 (2016)
- L'esercito delle 12 scimmie (12 Monkeys) – serie TV, 5 episodi (2018)
- Channel Zero – serie TV, 3 episodi (2018)
- The Magicians – serie TV, episodio 3x03 (2018)
- Doom Patrol – serie TV, episodi 1x01-1x03 (2019)
- Blood & Treasure – serie TV, 4 episodi (2019)
- Carter – serie TV, episodio 2x02 (2019)
- Perpetual Grace, LTD – serie TV, 4 episodi (2019)
- Detention Adventure – serie TV, episodi 2x05-2x10 (2020)
- Chapelwaite – serie TV, 5 episodi (2021)
- The Umbrella Academy – serie TV, 8 episodi (2022-in corso)
- Percy Jackson e gli dei dell'Olimpo – serie TV (2023)

### Doppiatore
- Grossology – serie animata, voce di Darko Crevasse, episodio 1x23 (2007)
- Assassin's Creed: Syndicate – videogioco, voce di Charles Darwin (2015)
- Starlink: Battle for Atlas – videogioco, voce di Grax (2018)
- Watch Dogs: Legion – videogioco, personaggi vari (2020)

## Doppiatori italiani
Nelle versioni in italiano dei suoi lavori, Julian Richings è stato doppiato da:
- Oliviero Dinelli in Percy Jackson e gli dei dell'Olimpo - Il ladro di fulmini, Mucchio d'ossa, L'uomo d'acciaio, The Witch, Percy Jackson e gli dei dell'Olimpo
- Achille D'Aniello in Le bianche tracce della vita
- Manfredi Aliquò in X-Men: Conflitto finale
- Mario Scarabelli in Lo straordinario viaggio di T.S. Pivet
- Antonio Palumbo in Shoot 'Em Up - Spara o muori, Polar
- Roberto Accornero in Patriot
- Maurizio Fiorentini in The Umbrella Academy
- Raffaele Palmieri in Stardust - David prima di Bowie
- Ennio Coltorti in Chapelwaite
- Enrico Pallini in Cabinet of Curiosities
- Aldo Stella in The Colony
- Gianluca Machelli in Beau ha paura

Da doppiatore, è stato sostituito da:
- Giovanni Battezzato in Assassin's Creed: Syndicate